# Listă de filme de animație din 2010
Aceasta este o listă de filme de animație din anul 2010:
| Titlu | Țara                                                           | Regizor                                                                         | Studio                                                                 | Tehnici de animație | Note                                           |
| --- | -------------------------------------------------------------- | ------------------------------------------------------------------------------- | ---------------------------------------------------------------------- | ------------------- | ---------------------------------------------- |
| Alpha and Omega | Statele Unite ale Americii                                     | Anthony Bell Ben Gluck                                                          | Crest Animation Productions                                            | CG animation        |                                                |
| Animals United Konferenz der Tiere | Germania                                                       | Reinhard Klooss, Holger Tappe                                                   | Constantin Film                                                        | CG animation        |                                                |
| Arthur and the Revenge of Maltazard Arthur et la vengeance de Maltazard | Franța                                                         | Luc Besson                                                                      | EuropaCorp                                                             | CG animation        |                                                |
| Barbie: A Fashion Fairy Tale | Statele Unite ale Americii                                     | William Lau                                                                     | Rainmaker Entertainment                                                | CG animation        |                                                |
| Barbie in A Mermaid Tale | Statele Unite ale Americii                                     | Adam L. Wood                                                                    | Rainmaker Entertainment                                                | CG animation        |                                                |
| Batman: Under the Red Hood | Statele Unite ale Americii                                     | Brandon Vietti                                                                  | Warner Bros. Animation                                                 | Traditional         |                                                |
| Big Bug Man | Statele Unite ale Americii                                     | Bob Bendetson                                                                   | Studio-Free Studios Production                                         | Traditional         |                                                |
| Bleach: Hell Chapter BLEACH 地獄篇 (Burīchi Jigoku-Hen) | Japonia                                                        | Noriyuki Abe                                                                    |                                                                        |                     |                                                |
| Book Girl 劇場版文学少女 (Gekijōban Bungaku Shōjo | Japonia                                                        | Shunsuke Tada                                                                   | Production I.G                                                         | Traditional         |                                                |
| Care Bears: Share Bear Shines | Statele Unite ale Americii                                     | Davis Doi                                                                       | SD Entertainment                                                       | CG animation        |                                                |
| Case Closed: The Lost Ship in the Sky 名探偵コナン 天空の難破船 (Meitantei Konan Tenkuu no Rosuto Shippu) | Japonia                                                        | Yasuichiro Yamamoto                                                             | Tokyo Movie Shinsha                                                    | Traditional         |                                                |
| A Cat in Paris Une vie de chat | Franța                                                         | Alain Gagnol, Jean-Loup Felicioli                                               | Folimage                                                               | Traditional         | Arhivat în 8 mai 2013, la Wayback Machine.     |
| Chico and Rita | Spania · Regatul Unit al Marii Britanii și al Irlandei de Nord | Fernando Trueba, Javier Mariscal                                                | Isle of Man Film, Magic Light Pictures                                 | Traditional         |                                                |
| Colorful カラフル | Japonia                                                        | Keiichi Hara                                                                    | Sunrise                                                                | Traditional         |                                                |
| Crayon Shin-chan: Super-Dimension! The Storm Called My Bride クレヨンしんちゃん 超時空！嵐を呼ぶオラの花嫁 (Kureyon Shinchan: Chōjikū! Arashi o Yobu Ora no Hanayome)                                               | Japonia                                                        | Akira Shigino                                                                   | Shin-Ei Animation                                                      | Traditional         |                                                |
| Cuccioli: Il Codice di Marco Polo | Italia                                                         | Sergio Manfio                                                                   | Gruppo Alcuni Srl                                                      | CG animation        |                                                |
| Dante's Inferno: An Animated Epic | Statele Unite ale Americii                                     | Victor Cook, Mike Disa, Sang-Jin Kim, Shuko Murase, Jong-Sik Nam, Lee Seung-Gyu | Production I.G                                                         | Traditional         |                                                |
| Daredevils of Sasun Սասնա ծռեր (Sasna Tsrer) | Armenia                                                        | Arman Manaryan                                                                  |                                                                        | Traditional         | [ 1 ]                                          |
| Despicable Me | Statele Unite ale Americii                                     | Pierre Coffin Chris Renaud                                                      | Illumination Entertainment                                             | CG animation        |                                                |
| The Disappearance of Haruhi Suzumiya 涼宮ハルヒの消失 (Suzumiya Haruhi no Shōshitsu) | Japonia                                                        | Tatsuya Ishihara, Yasuhiro Takemoto                                             | Kyoto Animation                                                        | Traditional         |                                                |
| Doraemon: Nobita's Great Battle of the Mermaid King ドラえもん のび太の人魚大海戦 (Doraemon Nobita no Ningyo Daikaisen)                                                                                             | Japonia                                                        | Kozo Kusuba                                                                     | Vega Entertainment                                                     | Traditional         |                                                |
| The Drawn Together Movie: The Movie! | Statele Unite ale Americii                                     | Greg Franklin                                                                   | Double Hemm, Six Point Harness                                         | Traditional         |                                                |
| Eden of the East - Paradise Lost 東のエデン (Higashi no Eden) | Japonia                                                        | Kenji Kamiyama                                                                  | Production I.G                                                         | Traditional         |                                                |
| Fate/stay night Unlimited Blade Works フェイト/ステイナイト (Feito/sutei naito) | Japonia                                                        | Yuji Yamaguchi                                                                  | Studio Deen                                                            | Traditional         |                                                |
| First Squad ファーストスクワッド (Fāsuto sukuwadd) Пе́рвый отря́д (Perviy otryad) | Japonia · Rusia                                                | Yoshiharu Ashino                                                                | Studio 4°C, Molot Entertainment Film Company                           | Traditional         |                                                |
| Frog Paradise Лягушачий Рай (Lyagushachiy Rai) | Rusia                                                          | Sergei Bazhenov                                                                 | BS Graphics Production                                                 | CG animation        | [ 2 ]                                          |
| Gaturro The Movie Gaturro La Pelicula | Argentina · India                                              | Gustavo Cova                                                                    | Illusion Studios, Toonz Entertainment                                  | CG animation        | [ 3 ]                                          |
| How Not to Rescue a Princess Три богатыря и Шамаханская царица (Tri bogatyrya i Shamakhanskaya tsaritsa) | Rusia                                                          | Sergei Glezin                                                                   | Melnitsa Animation Studio                                              | Traditional         | [ 4 ]                                          |
| How To Train Your Dragon | Statele Unite ale Americii                                     | Chris Sanders, Dean DeBlois                                                     | DreamWorks Animation                                                   | CG animation        |                                                |
| Halo Legends | Japonia · Statele Unite ale Americii                           | Frank O'Connor, Joseph Chou                                                     | Studio 4°C, Production I.G, Casio Entertainment, Toei Animation, Bones | Traditional         |                                                |
| HeartCatch PreCure! the Movie: Fashion Show in the Flower Capital... Really?! ハートキャッチプリキュア!花の都でファッションショー・・・ですか!? (HātoKyatchi PuriKyua! Hana no miyako de Fashion Show... desu ka!?) | Japonia                                                        | Rie Matsumoto                                                                   | Toei Animation                                                         | Traditional         |                                                |
| Hutch the Honeybee 昆虫物語 みつばちハッチ〜勇気のメロディ〜 (Konchū Monogatari: Mitsubachi Hatchi: Yūki no Merodī)                                                                                                 | Japonia                                                        | Tetsurō Amino                                                                   | Tatsunoko Pro                                                          | Traditional         |                                                |
| The Illusionist L'Illusionniste | Franța · Regatul Unit al Marii Britanii și al Irlandei de Nord | Sylvain Chomet                                                                  | Pathé, Django Films                                                    | Traditional         |                                                |
| Inazuma Eleven Saikyō Gundan Ōga Shūrai イナズマイレブン 最強軍団オーガ襲来 (Inazuma Eleven Saikyō Gundan Ōga Shūrai)                                                                                               | Japonia                                                        | Yoshikazu Miyao                                                                 | Oriental Light and Magic                                               | Traditional         |                                                |
| A Jewish Girl in Shanghai 猶太女孩在上海 | Republica Populară Chineză                                     | Wang Genfa, Zhang Zhenhui                                                       | Shanghai Animation Film Studio, Shanghai Film Group Corporation        | Traditional         |                                                |
| Justice League: Crisis on Two Earths | Statele Unite ale Americii                                     | Lauren Montgomery, Sam Liu                                                      | Warner Bros. Animation                                                 | Traditional         |                                                |
| King of Thorn いばらの王 (Ibara no Ō) | Japonia                                                        | Kazuyoshi Katayama                                                              | Kadokawa Pictures                                                      | Traditional         |                                                |
| Lava Kusa: The Warrior Twins | India                                                          | Dhavala Satyam                                                                  | Kanipakam Creations, RVML Animation                                    | Traditional         |                                                |
| Legend of the Guardians: The Owls of Ga'Hoole | Australia                                                      | Zack Snyder                                                                     | Village Roadshow Pictures, Animal Logic, Cruel and Unusual Films       | CG animation        |                                                |
| The Legend of Secret Pass | Statele Unite ale Americii                                     | Steve Trenbirth                                                                 | JC2 Animated Entertainment, Starz Animation                            | CG animation        |                                                |
| Lost Planet Потерянная Планета | Rusia                                                          | Dmitry Petrov                                                                   | XXI Century Petrov Productions                                         | CG Animation        | [ 5 ]                                          |
| Loups=Garous ルー=ガルー (Rū Garū) | Japonia                                                        | Junichi Fujisaku                                                                | Production I.G, TransArts                                              | Traditional         |                                                |
| Lucky Seoul 럭키 서울 | Coreea de Sud                                                  | Kwon Oh-Seong                                                                   |                                                                        |                     | [ 6 ]                                          |
| Magical Girl Lyrical Nanoha The Movie 1st 魔法少女リリカルなのは The MOVIE 1st (Mahō Shōjo Lyrical Nanoha The MOVIE 1st)                                                                                            | Japonia                                                        | Keizou Kusakawa                                                                 | Seven Arcs                                                             | Traditional         |                                                |
| Megamind | Statele Unite ale Americii                                     | Tom McGrath                                                                     | DreamWorks Animation                                                   | CG animation        |                                                |
| Mardock Scramble: The First Compression マルドゥック・スクランブル (Marudukku Sukuranburu) | Japonia                                                        | Susumu Kudo                                                                     | GoHands                                                                | Traditional         |                                                |
| Metropia | Suedia · Danemarca · Norvegia                                  | Tarik Saleh                                                                     | Atmo Media Network, Boulder Media Limited                              | CG animation        |                                                |
| Minnaminni 2 "firefly 2" | India                                                          |                                                                                 | Auriga Animations                                                      | CG animation        |                                                |
| Mobile Suit Gundam 00 the Movie: A Wakening of the Trailblazer 劇場版 機動戦士ガンダム00 -A wakening of the Trailblazer- (Gekijōban Kidō Senshi Gandamu Daburu Ō -A wēkuningu obu za Torēruburēzā-)                 | Japonia                                                        | Seiji Mizushima                                                                 | Sunrise                                                                | Traditional         |                                                |
| My Dog Tulip | Statele Unite ale Americii                                     | Paul Fierlinger                                                                 | Norman Twain Productions                                               | Traditional         |                                                |
| Naruto Shippuden The Movie: The Lost Tower 劇場版 NARUTO-ナルト-疾風伝 ザ・ロストタワー (Gekijōban Naruto Shippūden: Za Rosuto Tawā)                                                                                | Japonia                                                        | Masahiko Murata                                                                 | Aniplex                                                                | Traditional         |                                                |
| Piercing I | Republica Populară Chineză                                     | Liu Jian                                                                        |                                                                        | Traditional         |                                                |
| Pokémon: Zoroark: Master of Illusions 劇場版ポケットモンスター ダイヤモンド＆パール 幻影の覇者 ゾロアーク (Gekijōban Poketto Monsutā Daiyamondo ando Pāru: Gen'ei no Hasha: Zoroāku)                                | Japonia                                                        | Kunihiko Yuyama                                                                 | OLM, Inc.                                                              | Traditional         |                                                |
| Plumíferos | Argentina                                                      | Daniel DeFelippo, Gustavo Giannini                                              | Manos Digitales Animation Studio                                       | CG animation        |                                                |
| Planet Hulk | Statele Unite ale Americii                                     | Sam Liu                                                                         | Marvel Animation                                                       | Traditional         |                                                |
| Planzet プランゼット | Japonia                                                        | Jun Awazu                                                                       | CoMix Wave                                                             | CG animation        | [ 7 ] [ 8 ]                                    |
| Pleasant Goat and Big Big Wolf: The Tiger Prowess 喜羊羊与灰太狼之虎虎生威 | Republica Populară Chineză                                     |                                                                                 |                                                                        |                     |                                                |
| Pretty Cure All Stars DX2: Light of Hope☆Protect the Rainbow Jewel! プリキュアオールスターズDX2 希望の光☆レインボージュエルを守れ! (Precure All Stars DX2: Kibō no Hikari☆Rainbow Jewel o Mamore!)                  | Japonia                                                        | Takashi Otsuka                                                                  | Toei Animation                                                         | Traditional         |                                                |
| Quantum Quest: A Cassini Space Odyssey | Statele Unite ale Americii                                     | Harry Kloor, Daniel St. Pierre                                                  | Jupiter 9 Productions                                                  | CG animation        |                                                |
| Ramayana: The Epic | India                                                          | Chetan Desai                                                                    | Maya Digital Media                                                     | CG animation        |                                                |
| Redline REDLINE (Reddorain) | Japonia                                                        | Takeshi Koike                                                                   | Madhouse                                                               | Traditional         |                                                |
| RPG Metanoia | Filipine                                                       | Louie Suarez                                                                    | Ambient Media, Thaumatrope Animation                                   | CG animation        | Arhivat în 15 martie 2012, la Wayback Machine. |
| Sammy's Adventures: The Secret Passage Sammy's Avonturen: de geheime doorgang | Belgia                                                         | Ben Stassen                                                                     | nWave Pictures, Illuminata Pictures, uFilm                             | CG animation        |                                                |
| Santa's Apprentice L'Apprenti Père Noël | Belgia · Australia · Republica Irlanda                         | Luc Vinciguerra                                                                 | Gaumont-Alphanim, Avrill Stark Entertainment                           | Traditional         | [ 9 ]                                          |
| Scooby-Doo! Abracadabra-Doo | Statele Unite ale Americii                                     | Spike Brandt                                                                    | Warner Bros. Animation                                                 | Traditional         |                                                |
| The Secret World of Arrietty 借りぐらしのアリエッティ (Kari-gurashi no Arietti) | Japonia                                                        | Hiromasa Yonebayashi                                                            | Studio Ghibli                                                          | Traditional         |                                                |
| Shrek Forever After | Israel                                                         | Mike Mitchell                                                                   | DreamWorks Animation                                                   | Traditional         |                                                |
| Space Chimps 2: Zartog Strikes Back | Statele Unite ale Americii                                     | John H. Williams                                                                | Vanguard Animation, Prana Studios                                      | CG animation        |                                                |
| Space Dogs Белка и Стрелка. Звёздные собаки (Belka i Strelka. Zvyozdnye sobaki) | Rusia                                                          | Inna Evlannikova, Svyatoslav Ushakov                                            | Centre of National Film                                                | CG animation        |                                                |
| Superman/Batman: Apocalypse | Statele Unite ale Americii                                     | Lauren Montgomery                                                               | Warner Bros. Animation                                                 | Traditional         |                                                |
| Tangled | Statele Unite ale Americii                                     | Nathan Greno Byron Howard                                                       | Walt Disney Animation Studios                                          | CG animation        |                                                |
| Tinker Bell and the Great Fairy Rescue | Statele Unite ale Americii                                     | Bradley Raymond                                                                 | DisneyToon Studios                                                     | CG animation        |                                                |
| Tom and Jerry Meet Sherlock Holmes | Statele Unite ale Americii                                     | Spike Brandt, Jeff Siergey                                                      | Warner Bros. Animation                                                 | Traditional         |                                                |
| Toy Story 3 | Statele Unite ale Americii                                     | Lee Unkrich                                                                     | Pixar                                                                  | CG animation        |                                                |
| Trigun: Badlands Rumble 「劇場版TRIGUN Badlands Rumble | Japonia                                                        | Satoshi Nishimura                                                               | Madhouse                                                               | Traditional         |                                                |
| The Ugly Duckling Гадкий утёнок (Gadkiy utyonok) | Rusia                                                          | Garri Bardin                                                                    | Stayer                                                                 | Stop motion         | [ 10 ]                                         |
| Ultramarines: A Warhammer 40,000 Movie | Regatul Unit al Marii Britanii și al Irlandei de Nord          | Martyn Pick                                                                     | Good Story Productions, Codex Pictures, POP6                           | CG animation        |                                                |
| Welcome to the Space Show 宇宙ショーへようこそ (Uchū Shō e Yōkoso) | Japonia                                                        | Koji Masunari                                                                   | A-1 Pictures                                                           | Traditional         |                                                |
| Winx Club 3D: Magical Adventure Winx Club 3D: Magica Avventura | Italia                                                         | Iginio Straffi                                                                  | Medusa Produzione, Rainbow                                             | CG animation        |                                                |
| Yu-Gi-Oh!: Bonds Beyond Time 10thアニバーサリー 劇場版 遊☆戯☆王 ～超融合！時空を越えた絆～ (Tensū Anibāsarī Gekijōban Yū-Gi-Ō: Chō-Yūgō! Toki o Koeta Kizuna)                                                       | Japonia                                                        | Kenichi Takeshita                                                               | Nihon Ad Systems, TV Tokyo                                             | Traditional         |                                                |